# Willem Johan Lucas Grobbée

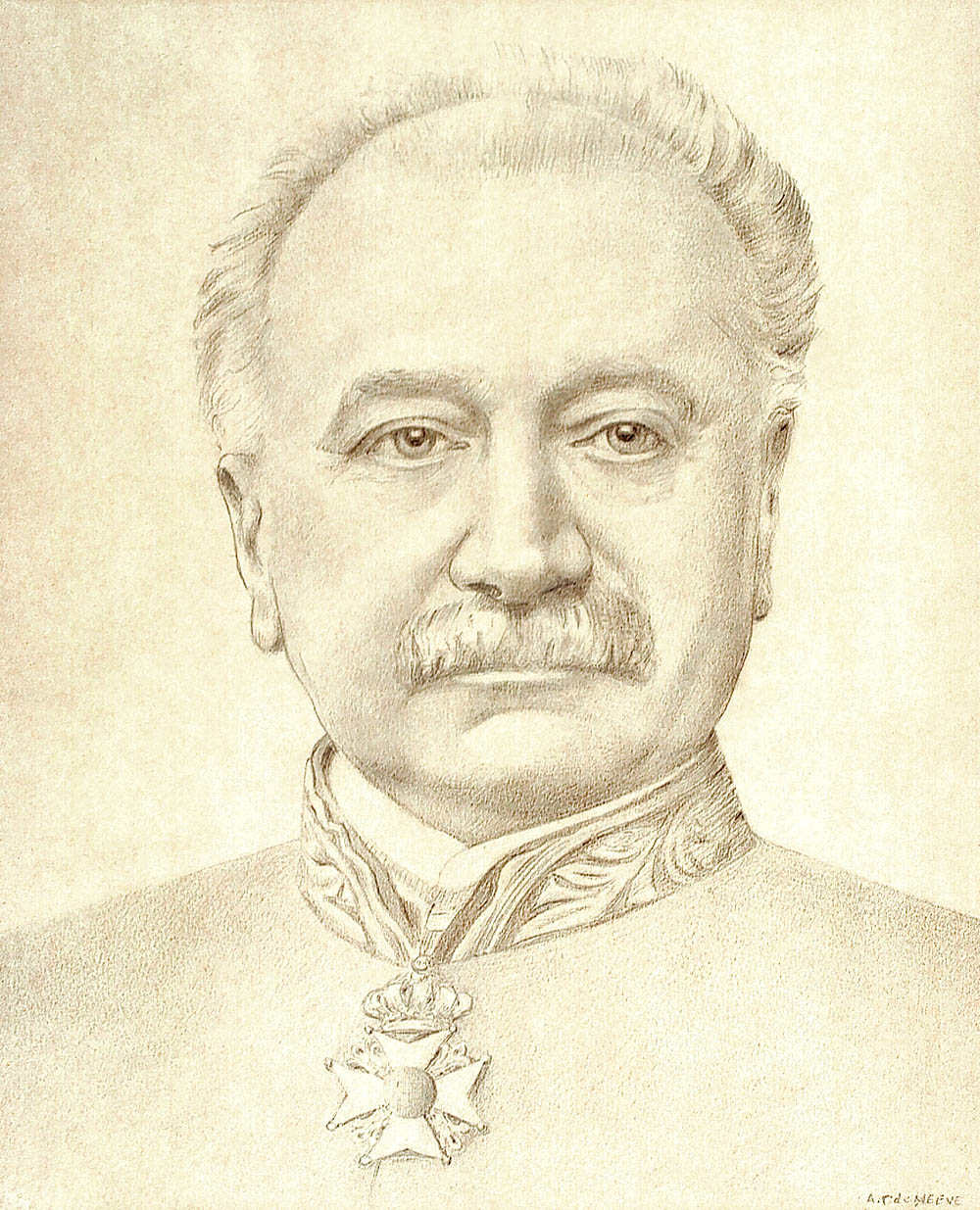
Willem Johan Lucas Grobbée

Willem Johan Lucas Grobbée (* 9. April 1822 in Zwolle, Provinz Overijssel; † 6. April 1907 in Den Haag) war ein niederländischer konservativer Politiker, der unter anderem zwischen 1883 und 1885 im Kabinett Heemskerk Azn. Finanzminister war.

## Leben
Willem Johan Lucas Grobbée war als Inspekteur für direkte Steuern tätig und bekleidete danach zwischen dem 1. Januar 1880 und dem 23. April 1883 kein öffentliches Amt. Am 23. April 1883 wurde er als Finanzminister (Minister van Financiën) in das Kabinett Heemskerk Azn. berufen. 1883 brachte er einen Gesetzentwurf zur Erhöhung der Einfuhrsteuer auf Getreide, Holz und Tee sowie der Verbrauchsteuer auf destillierten Alkohol ein. Dieser Vorschlag wurde 1884 zurückgezogen. 1884 führte er Gesetzentwürfe ein, um eine Klassensteuer einzuführen und deren Höhe festzulegen. Diese Vorschläge wurden zurückgezogen, nachdem die Zweite Kammer der Generalstaaten am 26. Juni 1884 Artikel 1 des Entwurfs dieses Klassensteuer-Gesetzes (Ontwerp-Wet op de klassenbelasting) mit 47 zu 35 Stimmen abgelehnt hatte. Nur die Liberalen stimmten dafür, mit Ausnahme der Anhänger von Joannes Kappeyne van de Coppello und Samuel van Houten. 1884 wurden Gesetze zur Zuckerverbrauchsteuer zur Besteuerung von unraffiniertem Zucker zur Entwährung von 25 Millionen Gulden und zur Erhöhung der Ausgabe von Geldscheinen eingeführt. Nachdem die Zweite Kammer seine Vorstellungen zur Verbesserung der Finanzen abgelehnt hatte, trat er am 4. Mai 1885 als Finanzminister zurück und wurde daraufhin von Jacobus Cornelis Bloem abgelöst.
Nach seinem Ausscheiden aus dem Kabinett bekleidete Grobbée vom 5. Mai 1885 bis zu seinem Tode am 6. April 1907 keine öffentlichen Ämter mehr. Eine seiner Tochter war die Ehefrau eines Sohnes von Generalleutnant Johan Wilhelm Blanken, der zwischen 1862 und 1866 Kriegsminister sowie 1866 kommissarischer Marineminister war.